# إريك آدامز
اريك آدامز (بالإنجليزية: Eric Adams) (و. 1954  م) هو مغني، وملحن، ومنشد أمريكي، ولد في أوبورن، نيويورك، وهو عضوٌ في مانووار.

## وصلات خارجية
- إريك آدامز على موقع IMDb (الإنجليزية)
- إريك آدامز على موقع ميوزك برينز (الإنجليزية)
- إريك آدامز على موقع أول ميوزيك (الإنجليزية)
- إريك آدامز على موقع ديسكوغز (الإنجليزية)

- إريك آدامز في قاعدة بيانات الأفلام على الإنترنت